# Parc national Millstream-Chichester
Le parc national Millstream-Chichester  est situé à 1190 km au nord de Perth, capitale de l'Australie occidentale. Il est formé par l'ancienne exploitation de la Millstream sur la Millstream Creek, juste avant qu'elle rejoigne la Fortescue River  et de la Chichester Range.
Le parc est le pays des Yinjibarndi. La « Millstream Creek » a reçu son nom de l'explorateur Francis Thomas Gregory en 1861. Il nota les possibilités de faire paître du bétail dans la région. Les premiers colons s'installèrent là en 1865. L'actuel gîte Millstream Homestead fut construit en 1920.

## Galerie

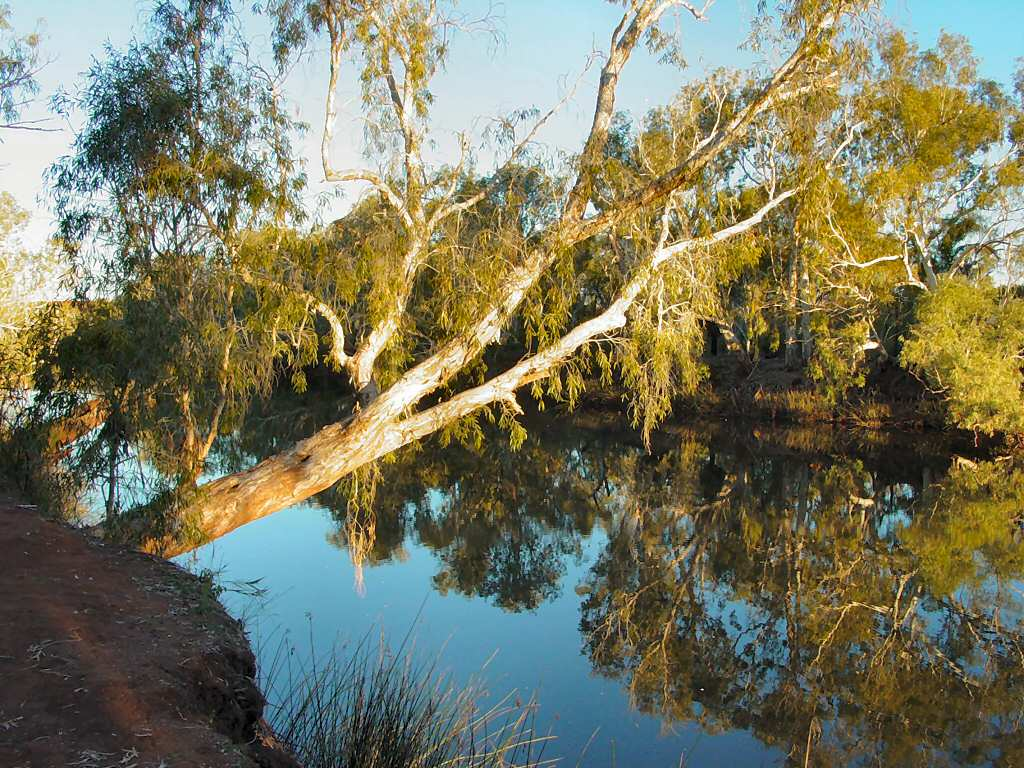